# CNN Business

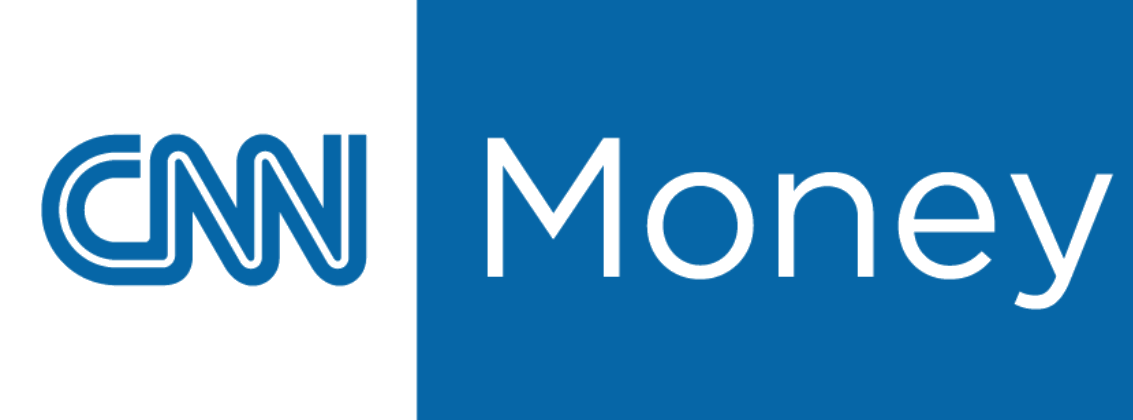
Logo de CNNMoney.

CNN Business, division de WarnerMedia, est un site web lancé en 2001 sous le nom de CNNMoney spécialisé dans la finance. Il diffuse les articles de Fortune, de Money et de FSB: Fortune Small Business magazine. Il est le seul site à diffuser des nouvelles financières de CNN.com.
Édité par Chris Peacock, il fait partie du Fortune|Money Group et reçoit environ dix millions de visites uniques par mois selon Nielsen[Quand ?].
En octobre 2018, CNNMoney devient CNN Business.